# 17898 Scottsheppard
17898 Scottsheppard (1999 FB19) là một tiểu hành tinh vành đai chính.